# Máchův kraj
Máchův kraj je jihozápadní oblast Libereckého kraje s přesahem do Středočeského kraje, zejména okolí Doks a Máchova jezera, včetně Kokořínska. České vlastenecké odkazy na vztah kraje ke Karlu Hynku Máchovi se objevovaly již od závěru 19. století, u Otty v roce 1892 ve vztahu ke Kokořínu, Josef Cinibulk připomínal již před první světovou válkou Máchu ve svém průvodci Kokořínským údolím.
Za prvního, kdo zavedl označení Máchův kraj, je označován František Patočka,[zdroj?] jehož průvodce s názvem „Máchův kraj – Dubské skály“ vyšel v pražském nakladatelství STN (Sportovní a turistické nakladatelství) v edici Sbírka oblastních turistických průvodců v roce 1956. V roce 1961 pak vyšel jako 14. svazek edice Turistický průvodce ČSSR v témž nakladatelství pod názvem Máchův kraj již bez podtitulu odkazujícího na původní název oblasti. V průvodci z roku 1961 Patočka Máchův kraj vymezil jako území o rozloze 1813 km², které na východě sahá k Českému Dubu, pak je ohraničeno tokem Jizery přes Mnichovo Hradiště, Bakov nad Jizerou, Mladou Boleslav až ke Krnsku, na jihu je ohraničeno Kokořínskem, které k němu patří, na jihozápadě říčkou Liběchovkou od Liběchova do Zakšína, na západě Úštěkem a Verneřicemi, na severu údolím řeky Ploučnice až k Osečné. Název se vžil, v 70. letech jej převzal i Josef Staněk pro své průvodce vydávané nakladatelstvím Olympia. Vymezení kraje se v jednotlivých průvodcích a na jednotlivých mapách zužovalo i rozšiřovalo, především jihovýchodním směrem k Jizeře. Původní název oblasti, Dubské Švýcarsko, zmizel z map a průvodců zřejmě proto, že připomínal její německou minulost, stejně vymizely i názvy Dubské skály a Polomené hory.
Máchův kraj je také dobrovolný svazek obcí v okresu Česká Lípa a okresu Mladá Boleslav, jeho sídlem jsou Doksy a jeho cílem je vzájemná spolupráce a koordinace činností v oblasti rozvoje regionu. Sdružuje celkem 19 obcí a byl založen v roce 2003.
Od 1. září 2014 je část Máchova kraje (rozloha 136 km²) součástí chráněné krajinné oblasti Kokořínsko – Máchův kraj. K CHKO patří evropsky významná lokalita Jestřebsko-Dokesko a ptačí oblast Dokeské pískovce a mokřady.

## Obce sdružené v mikroregionu
- Bělá pod Bezdězem
- Bezděz
- Březovice
- Čistá
- Doksy
- Dubá
- Chlum
- Jestřebí
- Kravaře
- Luka
- Okna
- Plužná
- Skalka u Doks
- Tachov
- Tuhaň
- Vrchovany
- Zahrádky
- Ždírec
- Blatce